# Sdružení obcí a firem - Chebská pánev
Sdružení obcí a firem - Chebská pánev je zájmové sdružení právnických osob v okresu Cheb, jeho sídlem je Cheb a jeho cílem je regionální rozvoj. Sdružuje celkem 17 obcí a byl založen v roce 2001.

## Obce sdružené v mikroregionu
- Třebeň
- Nebanice
- Tuřany
- Odrava
- Křižovatka
- Okrouhlá
- Pomezí nad Ohří
- Tekaz
- Prefa Beton Cheb
- TOR Cheb
- Nelan
- ZD Křižovatka
- E. Šimáčková - chov sportovních a kladrubských koní Nebanice